# Highlandville (Misuri)
Highlandville es una ciudad ubicada en el condado de Christian en el estado estadounidense de Misuri. En el Censo de 2010 tenía una población de 911 habitantes y una densidad poblacional de 69,94 personas por km².

## Geografía
Highlandville se encuentra ubicada en las coordenadas 36°56′22″N 93°16′57″O / 36.93944, -93.28250. Según la Oficina del Censo de los Estados Unidos, Highlandville tiene una superficie total de 13.03 km², de la cual 13.01 km² corresponden a tierra firme y (0.12%) 0.02 km² es agua.

## Demografía
Según el censo de 2010, había 911 personas residiendo en Highlandville. La densidad de población era de 69,94 hab./km². De los 911 habitantes, Highlandville estaba compuesto por el 97.37% blancos, el 0.11% eran afroamericanos, el 1.1% eran amerindios, el 0% eran asiáticos, el 0% eran isleños del Pacífico, el 0% eran de otras razas y el 1.43% pertenecían a dos o más razas. Del total de la población el 0.44% eran hispanos o latinos de cualquier raza.